# Cyanarctia basiplaga
Cyanarctia basiplaga är en fjärilsart som beskrevs av Felder 1874. Cyanarctia basiplaga ingår i släktet Cyanarctia och familjen björnspinnare. Inga underarter finns listade i Catalogue of Life.